# Вінслов (Аризона)
Вінслов (англ. Winslow) — місто (англ. city) в США, в окрузі Навахо штату Аризона. Населення — 9005 осіб (2020).

## Географія
Вінслов розташований за координатами 35°1′30″ пн. ш. 110°42′33″ зх. д. / 35.02500° пн. ш. 110.70917° зх. д. (35.025017, -110.709299).  За даними Бюро перепису населення США в 2010 році місто мало площу 31,99 км², з яких 31,85 км² — суходіл та 0,14 км² — водойми.

### Клімат
| Клімат : Вінслов                      | Клімат : Вінслов | Клімат : Вінслов | Клімат : Вінслов | Клімат : Вінслов | Клімат : Вінслов | Клімат : Вінслов | Клімат : Вінслов | Клімат : Вінслов | Клімат : Вінслов | Клімат : Вінслов | Клімат : Вінслов | Клімат : Вінслов | Клімат : Вінслов |
| Показник                              | Січ.             | Лют.             | Бер.             | Квіт.            | Трав.            | Черв.            | Лип.             | Серп.            | Вер.             | Жовт.            | Лист.            | Груд.            | Рік              |
| Абсолютний максимум, °C               | 23,9             | 25,6             | 29,4             | 33,3             | 38,3             | 41,7             | 42,8             | 40,0             | 37,2             | 33,9             | 27,8             | 23,3             | 42,8             |
| Середній максимум, °C                 | 9,7              | 13,2             | 17,6             | 22,1             | 27,6             | 33,1             | 34,7             | 32,9             | 29,6             | 23,0             | 15,8             | 9,2              | 22,4             |
| Середній мінімум, °C                  | −6,2             | −4               | −0,9             | 2,6              | 7,4              | 12,1             | 16,6             | 16,0             | 11,3             | 4,1              | −2,3             | −6,3             | 4,2              |
| Абсолютний мінімум, °C                | −27,8            | −22,8            | −18,9            | −10              | −5               | −1,7             | 5,6              | 5,0              | −1,7             | −10,6            | −22,8            | −24,4            | −27,8            |
| Норма опадів, мм                      | 13               | 12               | 13               | 7                | 8                | 5                | 26               | 30               | 22               | 13               | 13               | 14               | 176              |
| Днів з опадами                        | 4,6              | 4,6              | 5,0              | 2,9              | 2,8              | 1,9              | 6,2              | 8,6              | 5,1              | 3,4              | 3,4              | 4,5              | 53,0             |
| Днів зі снігом                        | 1,5              | 1,1              | 0,9              | 0,2              | 0                | 0                | 0                | 0                | 0                | 0                | 0,6              | 1,6              | 5,9              |
| ------------------------------------- | ---------------- | ---------------- | ---------------- | ---------------- | ---------------- | ---------------- | ---------------- | ---------------- | ---------------- | ---------------- | ---------------- | ---------------- | ---------------- |
| Джерело: NOAA (extremes 1915–present) |                  |                  |                  |                  |                  |                  |                  |                  |                  |                  |                  |                  |                  |

## Демографія

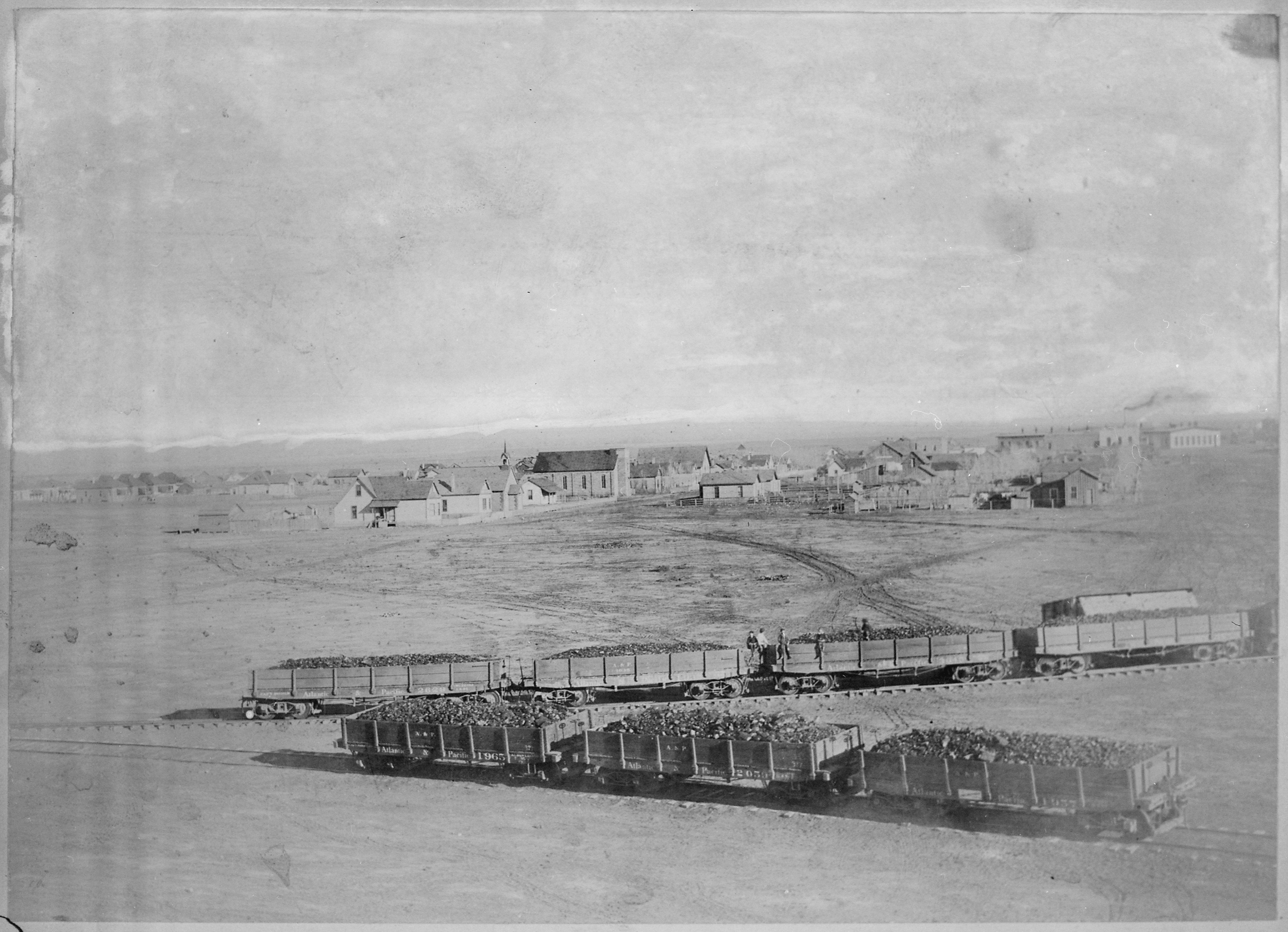
Вінслов у 1890

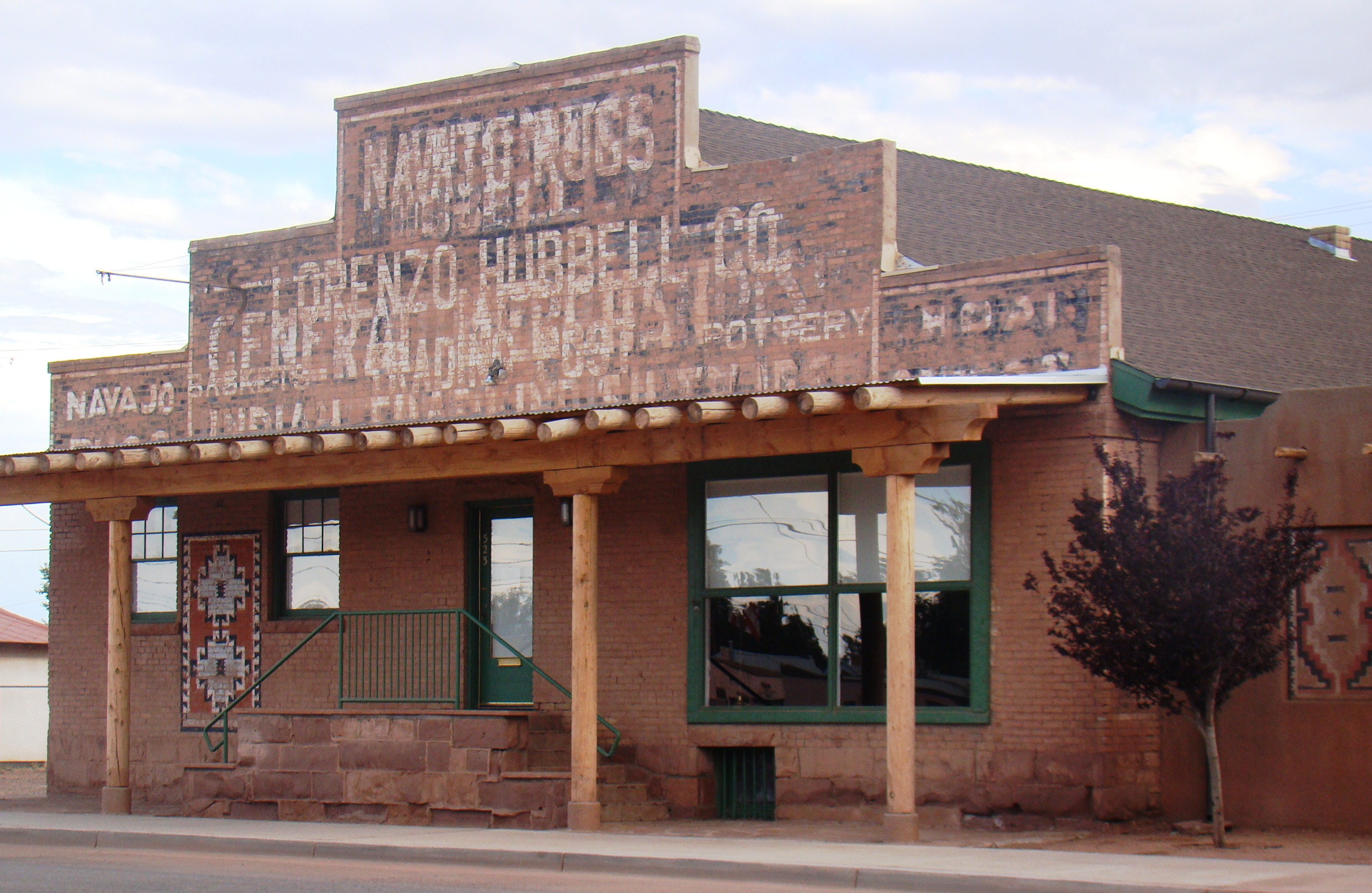
Торговий пост і склад, побудований 1917. Занесений до Національного реєстру історичних місць США 2002.

Згідно з переписом 2010 року, у місті мешкало 9655 осіб у 2914 домогосподарствах у складі 2048 родин. Густота населення становила 302 особи/км².  Було 3362 помешкання (105/км²).
Расовий склад населення:
| - 53,4 % — білих - 25,7 % — корінних американців - 5,7 % — чорних або афроамериканців - 1,0 % — азіатів - 0,1 % — вихідців з тихоокеанських островів - 9,0 % — осіб інших рас |

До двох чи більше рас належало 5,2 %. Частка іспаномовних становила 32,8 % від усіх жителів.
За віковим діапазоном населення розподілялося таким чином: 26,2 % — особи молодші 18 років, 63,6 % — особи у віці 18—64 років, 10,2 % — особи у віці 65 років та старші. Медіана віку мешканця становила 33,4 року. На 100 осіб жіночої статі у місті припадало 123,7 чоловіків;  на 100 жінок у віці від 18 років та старших — 131,2 чоловіків також старших 18 років.
Середній дохід на одне домашнє господарство  становив 52 770 доларів США (медіана — 34 211), а середній дохід на одну сім'ю — 59 904 долари (медіана — 34 231). Медіана доходів становила 46 786 доларів для чоловіків та 31 750 доларів для жінок. За межею бідності перебувало 30,1 % осіб, у тому числі 43,2 % дітей у віці до 18 років та 16,1 % осіб у віці 65 років та старших.
Цивільне працевлаштоване населення становило 2745 осіб. Основні галузі зайнятості: освіта, охорона здоров'я та соціальна допомога — 30,5 %, мистецтво, розваги та відпочинок — 16,8 %, транспорт — 13,7 %, роздрібна торгівля — 13,6 %.